# Верхние Сютти
Ве́рхние Сю́тти — кордон в Лисинском сельском поселении Тосненского района Ленинградской области.

## История
В 1913 году на месте кордона находился дом лесника.
Согласно военно-топографической карте Петроградской и Новгородской губерний издания 1917 года на месте современного кордона находился Посёлок лесной стражи'.
По данным 1933 года кордон Верхние Сютти в составе Тосненского района не значился.

Урочище Верхние Сютти на карте 1939 года

На топографической карте 1939 года обозначено урочище Верхние Сютти.
По данным 1966 года кордон назывался Верхний Сютти и входил в состав Машинского сельсовета.
По данным 1973 года кордон назывался Верхние Сютти и также входил в состав Машинского сельсовета.
По данным 1990 года кордон Верхние Сютти находился в составе Лисинского сельсовета. Кроме него в составе сельсовета находились кордоны Сютти и Нижние Сютти.
В 1997 году на кордоне Верхние Сютти Лисинской волости не было постоянного населения, в 2002 году проживали 5 человек (все русские).
В 2007 году на кордоне Верхние Сютти Лисинского СП проживали 2 человека.

## География
Кордон расположен в северо-западной части района к западу от автодороги 41А-003 (Кемполово — Выра — Шапки) и к северу от центра поселения — посёлка Лисино-Корпус.
Расстояние до административного центра поселения — 13 км.
Расстояние до ближайшей железнодорожной станции Тосно — 8 км.

## Демография
| 2007 | 2010 | 2017 |
| ---- | ---- | ---- |
| 2    | ↘0   | ↗1   |